# Hokejová liga mistrů IIHF
Hokejová liga mistrů byla hokejová soutěž, jejíž první a jediný ročník se uskutečnil v sezoně 2008–09. Konání dalších ročníků bylo z finančních důvodů pozastaveno. Tato liga byla pořádána IIHF a je nástupcem turnaje Super six. V sezóně 2014/2015 odstartovala nová soutěž stejného jména, kterou již nepořádá IIHF, ale akciová společnost Champions Hockey League.

## Sezóny
| Rok             | Finále        | Finále        | Finále                 |               |
| Rok             | Vítěz         | Výsledky      | Poražený finalista     |               |
| --------------- | ------------- | ------------- | ---------------------- | ------------- |
| 2008-09 Detaily | ZSC Lions     | 2 – 2 5 – 0   | Metallurg Magnitogorsk |               |
| 2009-10 Detaily | Ročník zrušen | Ročník zrušen | Ročník zrušen          | Ročník zrušen |
| 2010-11         | Ročník zrušen | Ročník zrušen | Ročník zrušen          | Ročník zrušen |
| 2011-12         | Ročník zrušen | Ročník zrušen | Ročník zrušen          | Ročník zrušen |
| 2012-13         | Ročník zrušen | Ročník zrušen | Ročník zrušen          | Ročník zrušen |
| 2013-14         | Ročník zrušen | Ročník zrušen | Ročník zrušen          | Ročník zrušen |
| 2014-15         | Pokračuje     | Pokračuje     | Pokračuje              | Pokračuje     |

## Formát v jednotlivých sezónách

### Sezóna2008/09
V sezóně 2008/09 se, kvůli propagaci a zajištění vysoké kvality soutěže, zúčastnily pouze týmy ze sedmi nejlepších hokejových lig v Evropě podle žebříčku sestaveného IIHF.Přímo do základních skupin byli nasazeni vítězové play-off všech 7 zemí. Nejlepší 4 země měly do základní skupiny nasazeny také vítěze základních částí (výjimkou bylo Finsko, které mělo místo vítěze základní části nasazeného poraženého finalistu play off). Celkem tedy 11 celků.
Dvanáctý účastník základních skupin vzešel z tříčlenné kvalifikace, které se účastnili vítězové základní části zemí, které jsou v žebříčku Evropských lig na 5.–7. místě. V základních skupinách byly týmy rozděleny do čtyřech skupin po třech účastnících. Týmy se ve skupinách utkaly systémem doma-venku. Vítězové jednotlivých skupin postoupili do semifinále. Semifinále a finále se hrálo systémem doma–venku, přičemž o postupujícím rozhodl větší počet získaných bodů. Při rovnosti bodů rozhodly samostatné nájezdy. Vítězem se stal klub ZSC Lions, který tak postoupil do Victoria Cupu 2009.

### Sezóna2009/10
Sezóny 2009/2010 se mělo účastnit 29 týmů z 22 zemí. Základním skupinám měla předcházet dvě předkola.
IIHF se 15. června 2009 rozhodla ročník z ekonomických důvodů zrušit. Zároveň oznámila záměr obnovit soutěž v dalším ročníku, což se ale nepodařilo a soutěž obnovena nebyla.

### Sezóna 2010/11
Účast v základních skupinách mělo mít jistou 7 vítězů play off ročníku 2008–09 sedmičky nejlepších lig podle žebříčku níže (tj. jako kompenzaci za zrušený ročník). Do základních skupin se také mělo 7 vítězů play off ročníku 2009–10 již zmíněné sedmičky nejlepších lig. Další dvě místa měla být rezervována pro první dva týmy z kvalifikačního turnaje, kterého se měli zúčastnit vítězové základní části ročníku 2008–09 čtveřice nejlepších lig. Pokud se mistr sezóny 2008–09 stal mistrem i v sezóně následující, místo v základní skupině měl převzít vítěz základní části dané země v sezóně 2008–09 a kvalifikačního turnaje se mělo zúčastnit o tým méně. Pokud se toto stalo ve dvou zemích z nejlepší čtyřky, zbylé dva týmy z kvalifikace se měly podívat rovnou do základních skupin. Pokud se toto stalo ve třech zemích z nejlepší čtyřky, tak se do základní skupiny měl podívat zbylý vítěz základní části a také vítěz ročníku LM 2008/09 – ZSC Lions (kvalifikace by se tak nehrála). Pokud by se tento případ stal ve čtveřici nejlepších zemí, do základních skupin se měl podívat ZSC Lions a vítěz Kontinentálního poháru 2009/10.
Kdyby se bývala byla hrála kvalifikace, odehrále by se během jednoho víkendu na jednom místě.
V základních skupinách mělo být rozlosováno 16 týmů do 4 skupin po 4 týmech. Zde se měly utkat každý s každým doma a venku. Vítězové jednotlivých skupin měli postoupit do semifinále hraného (stejně jako finále) systémem doma–venku, přičemž o postupujícím měl rozhodnout větší počet získaných bodů. Při rovnosti bodů měly rozhodnout samostatné nájezdy. Ve druhém zápase série měl hrát doma tým s lepšími výsledky v základní skupině.

### Sezóna 2011/12
Do základních skupin měli postoupit vítězové play off a vítězové základních částí sedmičky nejlepších lig (celkem tedy 14 týmů). K nim se měly přidat dva nejlepší týmy v Kontinentálním poháru 2010–11. Hrací systém měl být stejný jako v ročníku 2010–11.

## Žebříček evropských lig sestavený IIHF
| Rusko          | Kontinentální liga ledního hokeje (Kontinental'naja chokkejnaja liga) | Mistr sezóny 2008–09 a mistr sezóny 2009–10 přímo do základní skupiny, vítěz základní části 2008–09 do kvalifikace. |
| Finsko         | Finská liga ledního hokeje (SM-liiga)                                 | Mistr sezóny 2008–09 a mistr sezóny 2009–10 přímo do základní skupiny, vítěz základní části 2008–09 do kvalifikace. |
| Česko          | Česká liga ledního hokeje (Tipsport Extraliga)                        | Mistr sezóny 2008–09 a mistr sezóny 2009–10 přímo do základní skupiny, vítěz základní části 2008–09 do kvalifikace. |
| Švédsko        | Švédská liga ledního hokeje (Elitserien)                              | Mistr sezóny 2008–09 a mistr sezóny 2009–10 přímo do základní skupiny, vítěz základní části 2008–09 do kvalifikace. |
| Slovensko      | Slovenská liga ledního hokeje (Slovnaft extraliga)                    | Mistr sezóny 2008–09 a mistr sezóny 2009–10 přímo do základní skupiny.                                              |
| Švýcarsko      | Švýcarská liga ledního hokeje (National League A)                     | Mistr sezóny 2008–09 a mistr sezóny 2009–10 přímo do základní skupiny.                                              |
| Německo        | Německá liga ledního hokeje (Deutsche Eishockey Liga)                 | Mistr sezóny 2008–09 a mistr sezóny 2009–10 přímo do základní skupiny.                                              |
| Bělorusko      | Běloruská liga ledního hokeje (Ekstraliha)                            | Mistři těchto zemí se zúčastní Kontinentálního poháru, který poslouží jako kvalifikace pro další ročníky LM.        |
| Lotyšsko       | Lotyšská liga ledního hokeje (Samsung Premjerlīga)                    | Mistři těchto zemí se zúčastní Kontinentálního poháru, který poslouží jako kvalifikace pro další ročníky LM.        |
| Dánsko         | Dánská liga ledního hokeje (AL-Bank Ligaen)                           | Mistři těchto zemí se zúčastní Kontinentálního poháru, který poslouží jako kvalifikace pro další ročníky LM.        |
| Rakousko       | Rakouská liga ledního hokeje (Österreichische Eishockey Liga)         | Mistři těchto zemí se zúčastní Kontinentálního poháru, který poslouží jako kvalifikace pro další ročníky LM.        |
| Kazachstán     | Kazašská liga ledního hokeje (Čempionat Kazachstana)                  | Mistři těchto zemí se zúčastní Kontinentálního poháru, který poslouží jako kvalifikace pro další ročníky LM.        |
| Norsko         | Norská liga ledního hokeje (GET-ligaen)                               | Mistři těchto zemí se zúčastní Kontinentálního poháru, který poslouží jako kvalifikace pro další ročníky LM.        |
| Francie        | Francouzská liga ledního hokeje (Ligue Magnus)                        | Mistři těchto zemí se zúčastní Kontinentálního poháru, který poslouží jako kvalifikace pro další ročníky LM.        |
| Slovinsko      | Slovinská liga ledního hokeje (Slovenska hokejska liga)               | Mistři těchto zemí se zúčastní Kontinentálního poháru, který poslouží jako kvalifikace pro další ročníky LM.        |
| Itálie         | Italská liga ledního hokeje (Serie A)                                 | Mistři těchto zemí se zúčastní Kontinentálního poháru, který poslouží jako kvalifikace pro další ročníky LM.        |
| Maďarsko       | Maďarská liga ledního hokeje (OB I. Bajnokság)                        | Mistři těchto zemí se zúčastní Kontinentálního poháru, který poslouží jako kvalifikace pro další ročníky LM.        |
| Polsko         | Polská hokejová liga (Ekstraliga hokejowa)                            | Mistři těchto zemí se zúčastní Kontinentálního poháru, který poslouží jako kvalifikace pro další ročníky LM.        |
| Nizozemí       | Nizozemská liga ledního hokeje (Eredivisie ijshockey)                 | Mistři těchto zemí se zúčastní Kontinentálního poháru, který poslouží jako kvalifikace pro další ročníky LM.        |
| Ukrajina       | Ukrajinská liga ledního hokeje (Ukrajins'ka vyšča liha)               | Mistři těchto zemí se zúčastní Kontinentálního poháru, který poslouží jako kvalifikace pro další ročníky LM.        |
| Velká Británie | Britská liga ledního hokeje (Elite Ice Hockey League)                 | Mistři těchto zemí se zúčastní Kontinentálního poháru, který poslouží jako kvalifikace pro další ročníky LM.        |
| Rumunsko       | Rumunská liga ledního hokeje (Liga Naţională de hochei)               | Mistři těchto zemí se zúčastní Kontinentálního poháru, který poslouží jako kvalifikace pro další ročníky LM.        |